# Surdité verbale
La surdité verbale, forme d'agnosie auditive spécifique au langage oral, est un trouble, de type aphasique, de la reconnaissance des signes sonores du langage. 

## Description du trouble
La personne atteinte de surdité verbale présente de gros problèmes de compréhension et d'expression. Il ne s'agit en aucun cas d'un déficit sensoriel, c'est-à-dire que le patient conserve ses capacités d'audition. 
Les informations auditives, ne parvenant plus à l'aire de Wernicke, qui est l'aire du langage qui décode l'image auditive des mots, ne sont plus identifiées. Le patient se trouve dans l'incapacité à décoder tout message verbal : il entend sans comprendre.
Lorsqu'il veut produire lui-même du langage, son expression est extrêmement hésitante. Ne s'entendant pas parler, il se retrouve sans feed-back, c'est-à-dire que les informations auditives normalement acheminées vers l'aire de Wernicke afin d'être régulées et contrôlées ne le sont plus. Il commet donc de nombreuses répétitions de mots et des paraphasies phonémiques (par exemple « atillon » dit pour « papillon »).
Il n'a, en aucun cas, perdu ses capacités de conceptualisation du langage. Sa plus grande difficulté réside dans la discrimination et l'identification des différents phonèmes de la langue (surtout les phonèmes brefs, comme les consonnes occlusives /p/, /t/, /k/, /b/, /d/, /g/).